# Midlands (South Carolina)

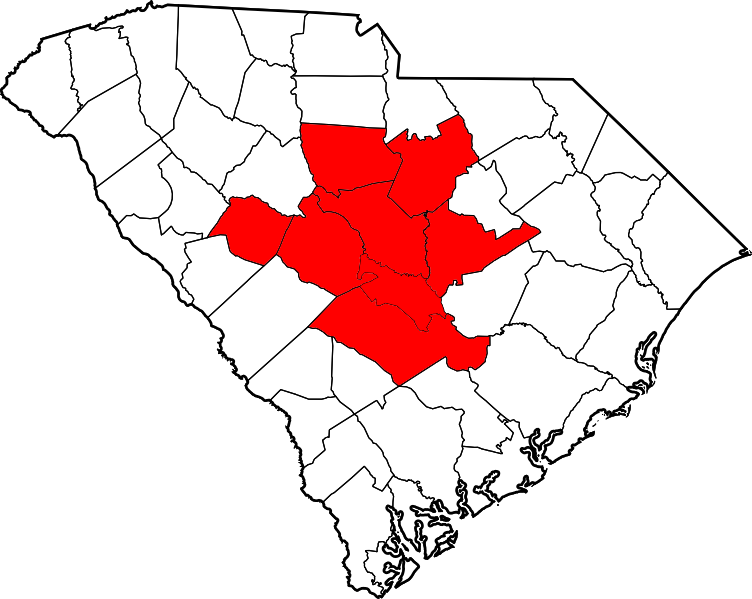
De acht county's die meestal tot de Midlands gerekend worden

De Midlands is ruwweg een verwijzing naar een gebied in het midden van South Carolina. Columbia, de hoofdstad van de staat, is de grootste stad in deze regio. Het gebied ligt centraal tussen het bergachtige noorden en het laagland van South Carolina.
De hoogste berg in de Midlands is  Little Mountain.

## County's
Er zijn acht county's in het gebied van de Midlands in South Carolina, maar niet enkel beperkt hiertoe:
- Calhoun County
- Fairfield County
- Kershaw County
- Lexington County
- Orangeburg County
- Richland County
- Saluda County
- Sumter County

## Steden
De belangrijkste steden zijn:
- Columbia
- Sumter
- Orangeburg